# Суслов, Владимир Васильевич
Влади́мир Васи́льевич Су́слов (13 июля 1857, Москва — август 1921, Хвалынск, Саратовская губерния) — русский архитектор, реставратор и археолог, историк русского зодчества, академик и действительный член Императорской Академии художеств.

## Биография
Родился в семье иконописца, детство провёл в Палехе. Окончил в 1878 году курс в Московском училище живописи, ваяния и зодчества с малой серебряной медалью.
Затем поступил в Императорскую Академиию художеств, которую окончил со званием классного художника 1-й степени в 1882 году. Посещая академию, получил за свои архитектурные композиции большую серебряную (1879) и малую золотую (1881) медали.
В 1883—1887 годах, по поручению Академии художеств, занимался исследованием сохранившихся памятников древней русской архитектуры, рассеянных на Русском Севере. Посетил побережья Белого моря, Мурманский берег, Северную Двину, Онегу, Сухону и другие более населённые места Архангельской, Олонецкой и Вологодской губерний.
Чтобы выяснить связь русского северного деревянного зодчества с таким же зодчеством в Швеции, в Норвегии и на юге России, он объездил обширные пространства этих краев. Изучая также и памятники каменного зодчества, Суслов ежегодно предпринимал экспедиции в разные пункты Российской империи и совершил поездки в Германию, Францию и Италию. В 1886 году за сочинённый по заданной Академией программе проект бань в южном климате (в помпейском стиле) он был удостоен звания академика архитектуры. Член Русского географического общества с 1887 года.
Собранный Сусловым обширный материал для знакомства с древнерусскою архитектурою, состоящий в чертежах и рисунках, появлялся ежегодно на академических выставках, был докладываем самим собирателем в заседаниях разных ученых и технических обществ, на архитектурных и археологических съездах и начало XX века хранился в академии художеств. Кроме того, при поездках Суслова по России им собрано немало археологических предметов, поступивших в древнехристианский музей академии и вместе с ним переданных в Русский музей императора Александра III. Плодом исследований Суслова были также составленные им сочинения: «Очерки по истории древнерусского зодчества», «Путевые заметки о севере России и Норвегии», «Материалы по новгородско-псковской архитектуре», «Старая Ладога» (труд, написанный совместно с Н. Е. Бранденбургом), «Памятники древнерусского зодчества» (7 вып., изд. Акад. худ.) и некоторых других.
В 1889—1891 годах реставрировал по собственным проектам Преображенский собор и часовню Иоанна Грозного в Переяславле-Залесском и собор Мирожского монастыря во Пскове, а в 1893—1900 годы был занят реставрацией новгородского Софийского собора, при чём обнаружил части древней росписи этого храма, мозаичные полы, первоначальный престол и множество архитектурных форм, замаскированных или искаженных переделками собора. Практическая архитектурная деятельность Суслова выразилась в сооружении каменной церкви близ Переяславля-Залесского, усыпальницы павших русских воинов в Сан-Стефано, кустарного павильона на Нижегородской выставке, церкви Преподобного Серафима Саровского в подмосковном селе Федино и нескольких частных дач.
На начало XX века находился на службе по Учреждениям императрицы Марии в качестве почётного члена Совета детских приютов и состоял непременным членом Совета Академии художеств, членом Художественно-строительного комитета при Исаакиевском соборе, членом Императорского Русского археологического общества, учредителем Общества возрождения художественной Руси, а также членом многих других учёных и художественно-технических обществ. Принимал участие в составлении проекта Храма Святого Духа в Талашкино. Некоторые исследователи считают, что именно проект Суслова лёг в основу окончательного варианта храма.
После революции — заведующий архитектурной секцией отделения по охране памятников при Наркомпросе РСФСР.
Суслов В. В. являлся одним из инициаторов организации системы государственной охраны памятников истории.

## Сочинения

### Историко-архитектурные публикации
- Обзор древнерусских построек на Севере // «Зодчий», 1883.
- О древних деревянных постройках северных окраин России. — Труды VI археологического съезда. Т. I. Одесса, 1886.
- Путевые заметки о севере России и Норвегии. — СПб., 1888.
- Материалы к истории древней Новгородско-Псковской архитектуры. — СПб., 1888.
- Очерки по истории древнерусского зодчества. — СПб., 1889.
- О рациональном развитии отечественного зодчества // Труды I съезда русских зодчих в С.-Петербурге, 1892 г. — СПб, 1894.
- Наши потребности по вопросам искусства // Там же. — СПб, 1894.
- Краткое изложение исследований Новгородского Софийского собора // «Зодчий», 1894, № 11, 12.
- Вторичное описание работ по восстановлению Новгородского Софийского собора // Там же.
- Памятники древнего русского зодчества. Вып. I—VII. — СПб.: Изд. Имп. Академии художеств, 1895—1901.
- Старая Ладога. Техническое описание архитектурных памятников // В кн.: Н. Е. Бранденбург. Старая Ладога. СПб, 1896.
- Реставрация собора св. Софии в Новгороде // «Строитель», 1896, № 1.
- К вопросу о сохранении древних памятников искусства в России // «Строитель», 1905, № 15.
- О сохранении памятников искусства в России с половины XVIII до половины XIX столетия // «Строитель», 1905, № 16.
- Памятники древнерусского искусства. Вып. I—IV. — СПб., 1908—1912.
- Деревянное зодчество Сибири // «История русского искусства» под ред. И. Э. Грабаря. — Т. I. — 1910.
- Церковь Успения в с. Болотове близ Новгорода // Труды Моск. предв. комитета XV археол. съезда. Т. II. — М., 1911.
- Русское зодчество по преданьям народной старины. — СПб, 1911.
- Просветительные задачи охраны памятников древнего русского искусства. — СПб, 1912.
- Церковь Василия Блаженного в Москве (Покровский собор). — СПб, 1912.

### Опубликованные проекты
- Проект церкви в Воскресенском-Чертове близ Переславля-Залесского // «Зодчий», 1893.
- Проект здания кустарного отдела Всероссийской выставки в Нижнем Новгороде 1896 г. // «Строитель», 1895, № 18, 19.
- Проект усыпальницы русских воинов в Сан-Стефано // «Строитель», 1896, № 10 - 12.
- Конкурсный проект собора в Кронштадте. // «Зодчий», 1898, № 2.
- Проекты церквей в дер. Федино Бронницкого уезда Московской губ. и в г. Луганске // «Зодчий», 1912, 1914, 1915.
- Проекты церквей для Ново-Александровского поселка Саратовской губ., для Бахмутского уезда Екатеринославской губ., для с. Сухая Терешка Саратовской губ. // «Зодчий», 1916.

### Воспоминания
В 1921 году, за несколько месяцев до своей смерти, он продиктовал своим детям — Анне, Ольге и Оресту — свои воспоминания, которые охватывают период с 1883 по 1920 годы (частично опубликованы в 2000 году).
Фрагмент воспоминаний В. В. Суслова о его встрече с Львом Николаевичем Толстым был опубликован Р. Б. Заборовой в журнале «Русская литература» (1989, № 2).

### Стенографические отчёты
- Никитин Н. П. Выступление на заседании Академии художеств СССР, посвященном памяти В. В. Суслова, 3 августа 1951 г.
- Каргер М. К. Выступление там же.
- Бакланов Н. Б. Доклад на расширенном заседании Правления ЛОССА и Ученого Совета ЛФ АА СССР, посвященном памяти В. В. Суслова, 29 октября 1951 г.
- Разов Д. В. Выступление, там же.